# Moea-Papoea
Moea-Papoea is het tiende stripverhaal van Nero. De eerste negen klassieke avonturen verschenen onder de titel De avonturen van detective Van Zwam. Vanaf dit album verschenen de avonturen onder een nieuwe titel  De avonturen van Nero en zijn hoed. De reeks wordt getekend door striptekenaar Marc Sleen. Het Volk publiceerde voorpublicaties tussen 5 september 1950 en 26 januari 1951.

## Hoofdrollen
- Detective Van Zwam
- Nero
- Jan Spier
- Madam Pheip
- Petoetje
- Papa Papoea (opperhoofd der Papoeanen)
- Sofie (De kangoeroe)

## Het tiende album
Uitgeverij Het Volk brengt Moea-Papoea pas in 1956 in album uit, bijna zes jaar na de voorpublicatie in de krant. Tevens is dit tiende verhaal pas het eerste 'echte' Nero-verhaal. Niettegenstaande de reeksnaam in de krant nog steeds De avonturen van detective Van Zwam bleef, had Nero de feitelijke hoofdrol reeds lang overgenomen. Vandaar dat vanaf dit verhaal de reeksnaam verandert in De avonturen van Nero en zijn hoed. In dit album maakt ook een nieuw personage zijn debuut, Petoetje, die na dit verhaal een vast personage in de reeks zal worden.

## Plot
Nero is nog steeds onderweg per schip uit India naar België en verveelt zich. Hij besluit kaart te spelen met zijn magische hoed. Een Amerikaanse atoomgeleerde, Dr. Sweinenburg, slaat hen gade en vraagt aan Nero of hij voor hem ook een atoombom uit zijn hoed kan halen? Nero doet dit, maar Sweinenburg laat het ding vallen omdat het zo heet is! Het schip explodeert en ze zijn de enige overlevenden. Ze worden opgepikt door een Russische duikboot, want Sweinenburg blijkt in feite voor de Sovjet-Unie te werken. Ze worden naar Rusland gebracht waar Dr. Sweinenburg verwacht wordt met een reeks atoomplannen. Hij en Nero drinken en eten echter nogal hevig en verwisselen per ongeluk van jas. Nero ontdekt de atoomplannen en beseft dat ze niet in verkeerde handen mogen vallen. Aldus probeert hij uit het gebouw te ontsnappen, achterna gezeten door Sweinenburg, een Russische generaal en een Amerikaanse spion. Nero koopt een piloot om die hem over het IJzeren Gordijn heen vliegt, maar wordt tijdens zijn vlucht door andere vliegtuigen beschoten. Hij besluit uit het vliegtuig te springen en komt boven de oceaan terecht, toevallig net op het schip waar Jan Spier, Madam Pheip en Detective Van Zwam op varen. Ze bekijken de atoomplannen en Nero vertelt dat hij van plan is ook van België een atoommacht te maken. Dan stampt hij per ongeluk zijn hoed overboord. Hij springt erachteraan, maar een grote potvis slokt de hoed op. Nero wordt door het zeezoogdier weggeslagen en zwemt tot hij een eiland bereikt, "Moea-Papoea", dat volgens een bordje "onbewoond" is.
Na een nachtmerrie ontdekt Nero dat het eiland wel degelijk bewoond is. Prosper Cholvee, een zonderlinge schipbreukeling, dwingt Nero geld te betalen, maar steelt zijn atoomplannen. Hij nodigt Nero uit in zijn woning, terwijl de Papoeanen zich verzamelen omdat ze gezien hebben dat er een "dikke lekkere blanke is toegekomen". Petoetje, de zoon van het stamhoofd, gaat zelf op jacht om Nero te zoeken en te vangen. Hij wordt echter door een wurgslang gewurgd, maar Nero redt hem. Petoetje vertelt Nero dat zijn stamgenoten hem zoeken om hem op te eten en helpt Nero zich te verstoppen. Ondertussen hebben de Papoeanen Prosper ondervraagd over Nero, maar hij weet van niets. Petoetje keert terug naar het dorp waar hij de atoomplannen terugvindt in de tas van Prosper en in de buidel van Sofie, zijn kangoeroe, stopt. De Papoeanen betrappen hem echter en smijten Petoetje het dorp uit omdat ze vermoeden dat hij Nero voor hen verbergt. Aangevoerd door hun stamhoofd, Papa Papoea, volgen ze vervolgens de papegaai van Prosper Cholvee op zoek naar Nero. Wanneer ze in de buurt van een oud beeld worden gebracht, praat Nero vanachter het beeld alsof hij een boze geest is. De Papoeanen vluchten weg en Papa Papoea valt flauw. Nero sleept het stamhoofd terug naar het dorp, waar ze verbroederen en palmwijn beginnen te drinken. Hierdoor wordt Nero dronken gevoerd en in de kookpot gestopt. Hij kan echter ontsnappen wanneer Petoetje een tunnel graaft die onder de kookpot uitkomt.
Ondertussen hebben Madam Pheip, Jan Spier en Detective Van Zwam via een pendelaar Nero's eiland teruggevonden. De Papoeanen schieten meteen in actie om "de drie blanken" in de kookpot te stoppen. Ze worden naar het dorp gevoerd, maar Jan Spier begint tegen de inboorlingen te vechten. Net wanneer hij ze allemaal verslagen heeft, komt John Pullman, de Amerikaanse spion, via een helikopter op het eiland en deelt de inboorlingen meteen Amerikaanse wapens, frisdrank en ontwikkelingshulp uit. Van Zwam, Pheip en Spier trekken meteen verder het oerwoud in om Nero te zoeken. Op datzelfde moment landt ook Sweinenburg op het eiland nadat hij al de ganse wereldbol heeft afgezocht naar Nero. Hij komt er Prosper Cholvee tegen, die zijn vader blijkt te zijn. Vader en zoon wandelen het oerwoud in, maar komen in een valkuil terecht. Pullman heeft het inmiddels met Papa Papoea op een akkoordje gegooid en belooft hem geld als hij hem bij Nero brengt. Papa Papoea (die in een aangespoelde potvis Nero's hoed heeft teruggevonden) en Pullman gaan meteen op zoektocht, maar Pullman valt in dezelfde valkuil als Cholvee en Sweinenburg. Madam Pheip begint inmiddels te hallucineren nadat ze tropische slangenwortel in haar pijp gedraaid heeft. Jan Spier en Van Zwam proberen de pijp uit haar mond te halen, maar worden buiten westen geslagen door twee vallende kokosnoten. Wanneer Madam Pheip Nero tegenkomt, herkent ze hem niet en slaat hem buiten westen. Petoetje heeft door wat Madam Pheip rookt, maar wordt door haar meegenomen. Nero, Jan Spier en Van Zwam komen weer bij en trekken opnieuw het oerwoud in, op zoek naar de atoomplannen. Iedereen die in de valkuil zit, wordt er rond datzelfde moment via Cholvees papegaai en een touw weer uitgehaald. Beide groepjes mensen komen elkaar in het oerwoud tegen en besluiten samen op zoek te gaan naar de kangoeroe die de atoomplannen in haar buidel heeft. Er blijken echter duizenden kangoeroes te zijn wiens buidels allemaal moeten worden onderzocht, maar tevergeefs, want ze is er niet bij.
Madam Pheip is inmiddels tot koningin van Moea-Papoea uitgeroepen. Wanneer Nero en co, Papa Papoea, Sweinenburg en Pullman in het dorp aankomen, ontdekken ze er Madam Pheip en de atoomplannen in Sofies buidel. Er ontstaat meteen een groot gevecht om de plannen en tussen Papa Papoea en Madam Pheip om de troon. Sweinenburg en Pullman scheuren de atoomplannen doormidden waardoor ze elk een stuk hebben. Madam Pheip komt weer bij haar positieven en besluit af te treden als koningin. Papa Papoea vraagt haar echter om met hem te trouwen, iets waar Madam Pheip een dag later positief op antwoordt. Pullman koopt inmiddels de tweede helft van het plan van Sweinenburg, maar Van Zwam heeft hen die nacht een pak oud papier gegeven en steekt 's anderendaags de echte atoomplannen in brand. Nero, Van Zwam, Jan Spier, Prosper Cholvee besluiten terug naar België te reizen, maar ze hebben Madam Pheip amper achtergelaten of Papa Papoea wil haar opeten. Madam Pheip kan vluchten en neemt Petoetje mee. Ze zwemmen naar Nero's roeiboot en varen weg van het eiland. In de buurt van Korea, waar de Koreaanse Oorlog bezig is, worden ze beschoten en moeten naar het dichtstbijzijnde schip zwemmen. De kapitein vertelt hen dat ze naar Korea varen, waar iedereen wordt ingeschakeld aan de geallieerde kant. Nero is de enige die in paniek met zijn hoed terug de zee in springt. Papa Papoea is inmiddels met zijn oorlogsvloot de zee opgetrokken om België de oorlog te verklaren. Onderweg pikken ze Nero op. In Antwerpen worden ze echter door een groot ontvangstcomité ontvangen, wordt Papa Papoea ereburger en integreren de Papoea's zich in België. Ook Nero's vrienden keren terug uit de Koreaanse Oorlog. Er ontstaat ruzie over Petoetje, die zowel door Papa Papoea als Madam Pheip wordt opgeëist. Uiteindelijk tovert Nero's hoed een kloon van Petoetje voor Papa Papoea. De echte Petoetje blijft in België, bij Madam Pheip. Het verhaal eindigt met een groot banket.

## Achtergronden bij het verhaal
- De S.S. Brambilla, waar Nero in De Hoed van Geeraard de Duivel (1950) ook al mee voer is een verwijzing naar de Italiaanse wielrenner Pierre Brambilla.
- In stroken 13, 15, 16, 21, 27, 28, 29 en 30 zien we portretten van Jozef Stalin hangen.
- Het IJzeren Gordijn wordt in strook 34 letterlijk naar beneden gehaald als een echt gordijn. Een grap die eerder al voorkwam in De Erfenis van Nero (1949) en ook nog zou terugkeren in Het Vredesoffensief van Nero (1950).
- Petoetje maakt in strook 65 zijn debuut.
- Nero verklaart in strook 79 dat zijn papieren zeer belangrijk zijn en volgens Einstein over het lot van de wereld beslissen.
- Madam Pheip zegt in strook 96 dat ze iemand kent die Nero zou kunnen vinden. Van Zwam antwoordt: Larie en apekool. Zelfs Marc Sleen weet niet op welk eiland Nero verzeild is.
- Een dronken Nero noemt Moea Papoea in strook 102 Dostojevski.
- De drank "Pola-Pola" in strook 129 is een allusie op Coca-Cola.
- De Amerikaan Pullman belooft Papa Papoea in strook 133 Marshallplankredieten, dollarhulp en zal ervoor zorgen dat het eiland in de Atlantische Verdedigingsgordel wordt opgenomen.
- Professor Sweinenburg blijkt in strook 139 als atoomgeleerde meerdere identiteiten te hebben aangenomen, waaronder "Pontecorvo" en "Fuchs". Bruno Pontecorvo was een Italiaans atoomgeleerde die uit het Britse atoomcentrum Harwell ontsnapte en naar de Sovjet-Unie overliep. Klaus Fuchs was een Duits atoomgeleerde die in 1950 wegens spionage voor de Sovjet-Unie tot 14 jaar cel werd veroordeeld.
- Madam Pheip rookt in strook 143 tropische slangenwortel. De eerste keer dat ze een verdovend middel rookt in de reeks.
- Ze vergelijkt zichzelf in strook 144 met Aphrodite, Venus en in strook 145 met Greta Garbo.
- Madam Pheip noemt in strook 149 Napoleon haar "aartsvijand".
- Madam Pheip adopteert in strook 152 Petoetje en zegt hem dat hij onderwezen zal worden door Pythagoras, Cicero en Horatius.
- Cholvees papegaai heet "Fidelio", mogelijk een verwijzing naar Ludwig van Beethovens opera (strook 156)
- In strook 172 vraagt Madam Pheip als koningin der Papoea's waar hun Noord-Zuidverbinding is.
- Ze merkt in diezelfde strook op: Kijk naar Engeland, Elizabetje! Kijk naar Holland, Willemientje en kijk naar mij... Opmerkelijk genoeg noemt Sleen prinses Elizabeth hier al koningin, terwijl zij dat pas twee jaar later, in 1952, zou worden. In het latere album De Kroon van Elizabeth (1993) zou Madam Pheip Elizabeth II ook echt ontmoeten en zelfs troosten vanwege de problemen met haar kinderen.
- Madam Pheip wil in strook 183 aftreden. Ikke koningin? Ik abdiceer! Dit is zowel een verwijzing naar koningin Wilhelmina van Nederland die in 1948 aftrad, als naar Leopold III die in 1950 hetzelfde deed.
- Nero wenst in strook 196 zijn lezers een gelukkig nieuwjaar, iets wat de komende jaren traditie zou worden wanneer het tijdens de krantenpublicatie nieuwjaar was.
- In strook 204 noemt Van Zwam de Belgische zwemkampioenen Alex Jany en Raymonda Vergauwen: slakjes in vergelijking met Madam Pheip.
- De hoofdfiguren raken in stroken 203-214 betrokken in de toen actuele Koreaanse Oorlog.
- Papa Papoea rukt in strook 220 met een machtige oorlogsvloot uit naar België, want de ministers zullen immers toch vluchten naar Limoges. Dit is een verwijzing naar de Tweede Wereldoorlog toen de Belgische regering ook naar Limoges vluchtte.
- De plotse inval van de Papoea's moeten volgens hen "een tweede Pearl Harbor worden" (strook 225).
- De man die de politieagent in strook 239 neermept is Pollopof, een andere stripfiguur van Marc Sleen.
- In strook 240 zit helemaal links aan de tafel Paul-Willem Segers.
- Papa Papoea zou later nog een aantal keer in de Nero-reeks terugkeren, maar zonder bril, meestal om Petoetje terug op te eisen als troonopvolger. Papa Papoea verscheen onder meer in de albums Papa Papoea (1980), Doe De Petoe (1994), De Prinses van Wataboeng (1995) en Kroonprins Petoetje (1950).